# Xã West Providence, Quận Bedford, Pennsylvania
Xã West Providence (tiếng Anh: West Providence Township) là một xã thuộc quận Bedford, tiểu bang Pennsylvania, Hoa Kỳ. Năm 2010, dân số của xã này là 3.210 người.